# Call of Duty: Infinite Warfare
Ne doit pas être confondu avec Infinity Ward.
Call of Duty: Infinite Warfare est un jeu vidéo de tir à la première personne développé par Infinity Ward et édité par Activision, sorti le 4 novembre 2016 sur PlayStation 4, Xbox One et Windows.
Le jeu se déroule dans un univers de science-fiction où l'espèce humaine a colonisé le système solaire et où les pays œuvrent ensemble sous l'égide de l'Agence Spatiale des Nations unies (UNSA) qui connait cependant certains opposants, notamment le Front de Défense des Colonies (FDC), une armée d'insurgés brutaux. Le mode « Campagne » du jeu permet d'incarner le capitaine d'un vaisseau spatial des forces armées de l'UNSA qui doit repousser les terroristes du FDC.
Lorsque la première bande-annonce du jeu est dévoilée, celle-ci suscite de nombreuses indignations de la part du public en raison du cadre spatio-temporel du jeu, ce à quoi le P.-D.G. d'Activision, Eric Hirshberg, répond que Call of Duty: Black Ops II (2012) a connu un premier accueil similaire et se trouve être le jeu le plus vendu de la franchise à l'époque.[réf. nécessaire]
La sortie de ce treizième volet de la série principale Call of Duty est l'occasion pour l'éditeur de proposer à la vente une version améliorée de Call of Duty 4: Modern Warfare (2007), afin que les joueurs puissent bénéficier d'une part d'une expérience de jeu plus réaliste sur Terre, et d'autre part d'une expérience de jeu innovante avec un système de trophée / succès. Une fonction disponible uniquement dans le remake est le fait de choisir un personnage féminin. Le jeu sort à la même période que celle de jeux de tirs concurrents, notamment Battlefield 1 qui se place dans un tout autre contexte, celui de la Première Guerre mondiale.

## Trame

### Univers
Dans un monde de science-fiction, Call of Duty: Infinite Warfare présente un système solaire dirigé par l'UNSA (United Nations Space Alliance en VO), une organisation qui gère les échanges et voyages à travers le système solaire tout en maintenant la paix, grâce à ses forces armées appelées SATO (Solar Associated Treaty Organisation en VO), afin de gérer les pénuries de ressources ayant touchées la Terre. 
L'UNSA doit aujourd'hui faire face à une menace terroriste du nom de SetDef, également connue en tant que Front de Défense des Colonies (FDC), autrefois une organisation établie par l'UNSA pour assurer le respect des lois et la sécurité dans les colonies, puis devenu un gouvernement fasciste militariste ayant pris le pouvoir sur Mars depuis 30 ans à la suite d'une deuxième guerre de sécession. La guerre ayant abouti à une impasse, une trêve fut signée. Mais le FDC n'a pas renoncé à ses prétentions sur l'intégralité du système solaire, se revendiquant comme les seuls dignes héritiers de l'espèce humaine, car de leur point de vue, leurs conditions de vie difficiles les rendent plus forts et purs que les terriens, qui dépendent beaucoup des ressources des colonies.
Durant les 30 années précédant les événements du jeu, le FDC viola régulièrement les accords de paix en s'emparant de territoires appartenant à l'UNSA, accumulant matériaux et ressources et augmentant considérablement la taille de sa flotte de guerre au-delà de celle de la SATO, tandis que l'UNSA n'a jamais jugé bon de répliquer de peur de provoquer une nouvelle escalade des hostilités.

### Personnages
Le Lieutenant Nick Reyes officie au sein des forces spéciales de la Section de Combat Aérospatial et de Reconnaissance 1 (SCAR 1) avant d'être promu Capitaine et de diriger l'équipage du Porte-vaisseaux Retribution.
Sous ses ordres à bord du Retribution, le lieutenant Nora Salter est pilote de la SATO, la force armée de l'UNSA. Le sergent Usef Omar travaille sous le commandement du capitaine Reyes et dirige les unités de Marines du Retribution, il est animé par une quête de vengeance contre le FDC qui est responsable de la mort de son père. L'équipage est accompagné d'Ethan, également appelé Engin Tactique Humanoïde 3e version, un robot doté de personnalité et dont les capacités sont parfaitement développées pour le combat et l'affectation dans plusieurs unités.
En dehors du Retribution, on a également le Capitaine Ferran, qui commande le Destroyer Tigris, tandis que la SATO est dirigée par l'Amiral Frédérick Raines, une connaissance de longue date du Capitaine Reyes.
Les antagonistes du jeu, les terroristes du FDC sont sous les ordres de l'Amiral Salen Koch qui dirige également le Super-transporteur Olympus Mons. Son Vice-Amiral est Caleb Thies. Le FDC compte aussi parmi ses membres des déserteurs terriens comme Bradley Fillion, ou encore des agents infiltrés au sein de l'UNSA, tel Akeel Min Riah.
Le mode « Multijoueur » permet de disposer de son propre soldat de l'UNSA ou du FDC personnalisable de différentes manières. Il est possible de configurer l'armure de son soldat pour que celle-ci convienne mieux à un genre de combat en particulier, ainsi, il existe des armures favorisant le combat rapproché, la reconnaissance ou la défense. Des armures permettent aussi un équilibre entre ces diverses tactiques,.
Pour ce qui est du mode zombie, qui commence avec le réalisateur de cinéma d'horreur Willard Wyler, que de nombreuses personnes pensaient disparu, organisant un casting auquel plusieurs jeunes gens se présentent et assistent au visionnage des films du réalisateur. Soudain, les individus se retrouvent projetés dans l'un de ses films où les zombis sont omniprésents. Les personnages doivent mettre à profit leurs compétences pour survivre. Parmi les individus prisonniers du film, il y a A.J., un personnage aux capacités physiques importantes, Pointdexter, un geek plutôt faible physiquement, Sally, une amatrice des années 1980 en Amérique, Andre, un admirateur de hip-hop et DJ, qui bénéficie d'une expérience dans l'élimination de zombies, étant prisonnier depuis un certain temps.

### Histoire
Sur Europe, une des lunes de Jupiter, une petite équipe des SCAR, une unité des forces spéciales de la SATO, est déployée afin de sécuriser un laboratoire de recherche d'armement top-secret de l'UNSA cherchant à reproduire les armes énergétiques très avancées détenues par leurs ennemis du Front de Défense des Colonies. L'équipe parvient à s'infiltrer et à retrouver le prototype de laser développé dans le labo, mais les renforts massifs du FDC les submergent, et après un court interrogatoire par l'Amiral Salen Koch, chef militaire du FDC, ses membres sont exécutés.  	  	
À Genève, siège de l'UNSA - et de ses forces armées, La SATO, dirigées par l'Amiral Frédérick Raines - toute la flotte défile pour la fête nationale. L'Amiral Raines montre les images de la mission au Lieutenant Nick Reyes et tous deux discutent de la nécessité d'être plus offensif face au FDC, ainsi que des questions politiques qui obligent la SATO à rester passif. Après que Raines a été informé de l'arrivée d'Ethan, leur nouvelle recrue, il envoie Reyes, accompagné du lieutenant Nora Salter, le rejoindre sur l'héliport, où ils découvrent ainsi qu'il s'agit d'un robot de combat doté de personnalité. Mais durant le vol qui doit les amener au porte-vaisseaux Retribution, les canons de l'artillerie de défense anti-vaisseaux AATIS alignent la flotte et ouvrent le feu sans la moindre sommation, causant un chaos indescriptible. Le transport de Reyes s'écrase, et sans crier gare, une flotte du FDC sort d'hyperespace et envahit la ville. Reyes, Salter et Ethan, accompagnés de l'Amiral Raines se frayent un chemin vers le centre de contrôle de l'AATIS, tandis que les vaisseaux de l'UNSA se font décimer et que le FDC massacre civils et militaires terriens sans distinction.
Arrivés au bâtiment, ils parviennent à reprendre le contrôle de l'artillerie et à neutraliser un technicien du nom de Michael Aaron Page - en réalité un agent infiltré du FDC du nom d'Akeel Min Riah, qui avait retourné les canons AATIS contre l'UNSA - avant qu'il ne détruise la dernière ligne de défense de la Terre. Aussitôt que Riah est maîtrisé, Raines ordonne à la flotte de se déployer en orbite pour contre-attaquer, Reyes, Salter et Ethan devant les accompagner en chasseurs. Les forces d'invasion du FDC, à présent sur la défensive, quittent l'atmosphère terrestre, poursuivis par les vaisseaux de l'UNSA, qui les anéantissent. Alors que Reyes et les autres SCAR s'apprêtent à se poser sur le Retribution, le gigantesque vaisseau amiral du FDC, l'Olympus Mons, débarque de l'hyperespace en plein milieu de la flotte terrienne et cause une hécatombe grâce au laser énergétique que les chercheurs terriens tentaient de reproduire sur Europe, tandis que l'Amiral Salen Koch annonce présomptueusement la défaite de l'UNSA sur les canaux de communication. Le Capitaine Adler, commandant du Retribution, ordonne à son vaisseau d'éperonner le Super-transporteur du FDC, l'obligeant ainsi à fuir en hyperespace.
De retour sur le Retribution, Reyes apprend que le Capitaine Adler et le second sont morts lors de la collision avec l'Olympus Mons - ce qui fait de lui le plus haut gradé du vaisseau - et que le Destroyer Tigris est le seul autre vaisseau de l'UNSA à avoir survécu. Le Capitaine Ferren, commandante du Tigris vient sur le Retribution, et peu après, l'Amiral Raines les contacte pour leur annoncer que l'UNSA est désormais en guerre ouverte avec le FDC. Il leur apprend que Genève n'a pas été le seul lieu à avoir été attaqué, le principal port de l'UNSA, situé sur la Lune, lieu de transit de ressources vitales pour la reconstruction de la flotte terrienne, subit aussi une offensive du FDC. Il promeut finalement Reyes au rang de capitaine et lui confie le commandement du Retribution.	  	
Les deux vaisseaux font route vers la Lune assiégée par un destroyer du FDC. Tandis que le Tigris affronte le vaisseau ennemi, le Retribution déploie au sol ses marines, sous les ordres du Sergent Usef Omar et accompagnés de Reyes, de Salter et d'Ethan. Ils nettoient le port avec l'aide de soldats survivants et éliminent le soutien aérien du FDC avec les chasseurs du port avant d'être contactés par le Capitaine Ferren, qui est en difficulté face au Destroyer du FDC. Reyes, Salter et Ethan remontent en orbite et lancent un abordage sur le vaisseau, dépressurisant sa passerelle, désactivant son armement, et évacuant avant que le Tigris ne le fasse exploser. De retour sur le Retribution, Reyes apprend qu'Ethan a pu accéder au réseau de combat du FDC et à obtenir la localisation de tous ses bâtiments en temps réel.
Après avoir accompli des missions plus secondaires (éliminer une part importante du commandement militaire du FDC (mais pas l'Amiral Koch), voler un prototype secret de chasseur du FDC, secourir des ingénieurs retenus captifs, et détruire un vaisseau de recherche d'armes chimiques), Reyes se dirige vers Titan afin de détruire la base de ravitaillement du FDC et compromettre leurs opérations. Les SCAR et les marines commencent une insertion discrète afin de sécuriser une zone d'atterrissage et permettre le déploiement de blindés. Malgré une opposition féroce de la part des soldats du FDC, les unités terriennes parviennent jusqu'au site de ravitaillement.
C'est alors que le vaisseau amiral du FDC surgit et démolit les blindés, Koch ordonnant sur les canaux de communication aux troupes de la SATO de se rendre pour être exécutées. Reyes fait appel à un soutien aérien et pilote l'un des chasseurs avec Ethan pour aller détruire un système de refroidissement crucial, ce qui déclenche une réaction en chaîne qui pulvérise totalement la base de ravitaillement. Mais alors que les forces de l'UNSA se replient, l'Olympus Mons les prend à nouveau par surprise et Reyes est obligé de s'éjecter dans le vide spatial. Sa combinaison est trouée, et il ne doit sa survie qu'à Ethan et au Capitaine Ferren, venue le chercher contre les ordres. De retour sur le Retribution, Reyes est contacté par l'Amiral Raines qui lui apprend que Riah, l'espion du FDC, s'était fait implanter une balise qu'il devait détruire - une fois les canons anti-vaisseaux terriens ayant subi le même sort - pour donner le signal de l'invasion.
Après avoir accompli d'autres missions plus secondaires (sécuriser un complexe de recyclage près de Pluton, contrer une embuscade du FDC, renforcer un hub satellite en orbite terrestre, perturber une opération de récupération près de Mercure et détruire les forces du FDC restées près du site de ravitaillement de Titan), Reyes est envoyé sur un astéroïde minier qui dévie dangereusement de sa trajectoire pour aller s'écraser dans le soleil. Une fois sur place, il détecte un signal de détresse et se déploie pour rechercher des survivants. En fouillant le complexe minier, il découvre que les robots de sécurité ont été hackés et ont massacré les mineurs. En fuyant les robots, il tombe sur des survivants qui leur révèlent que c'est l'Olympus Mons qui a fait dévier l'astéroïde. Les rescapés se replient vers le hangar alors que l'astéroïde commence à se désagréger. Dans le hangar, tous les robots leur tombent dessus. Le transport parvient à décoller, mais le Sergent Omar, qui tentait de sauver deux retardataires, est tué dans une explosion.
Peu après leur retour de mission, le Retribution reçoit un appel de détresse du Tigris et fonce sur sa position, uniquement pour découvrir qu'il a été anéanti par le vaisseau amiral de Koch. Cette perte est celle de trop pour Reyes, qui décide de changer totalement de stratégie. Il compte se servir de Riah pour attirer Koch et le FDC dans un piège, en détruisant la balise implantée afin d'amener la flotte du FDC à portée de tir des canons anti-vaisseaux AATIS, la prendre par surprise et la détruire. Malheureusement, Riah s'évade lors de son transfert et Reyes le poursuit à travers tout Genève, mais trop tard: Riah fait s'autodétruire la défense anti-vaisseau de la Terre, détruit la balise et se suicide. L'Olympus Mons débarque et détruit totalement le QG de la SATO, tuant l'Amiral Raines sur le coup.
Reyes ordonne au Retribution, qui était resté à distance, de faire un saut hyper-spatial dans l'atmosphère terrestre, ce qui provoque une IEM qui neutralise l'Olympus Mons, permettant à Reyes et aux SCAR d'aborder le super-transporteur. Ils se frayent un passage jusqu'à la passerelle du vaisseau, éliminent l'équipage et exécutent l'Amiral Salen Koch en dernier, s'emparant de son vaisseau afin de détruire le FDC. L'idée est de se servir de l'Olympus Mons comme d'un cheval de Troie, afin de s'approcher du chantier naval de Mars - zone interdite à l'UNSA, base d'opérations avancée et dernier complexe permettant au FDC de poursuivre sa guerre contre la Terre - pour le détruire. Le Retribution reste en arrière, prêt à intervenir si la mission tourne au vinaigre.
L'Olympus Mons émerge de l'hyperespace juste hors de portée du chantier naval, et utilise son laser principal pour détruire les vaisseaux qui défendent la station. Le super-transporteur cause des ravages et une confusion considérables dans les forces du FDC, mais la totalité de la flotte martienne l'attaque et Reyes est obligé d'appeler le Retribution en soutien, les SCAR prenant les commandes des chasseurs et laissant Ethan à la barre. L'Olympus Mons ayant perdu son armement, Reyes donne l'ordre d'éperonner le chantier naval, mais le Retribution, en tentant de se dégager d'une mauvaise posture, se retrouve sur sa trajectoire et les deux vaisseaux entrent en collision, endommageant en même temps le chasseur de Reyes, et tous s'écrasent sur Mars sans avoir réussi à toucher le chantier naval.
Reyes parvient à rallier les survivants, et ils lancent un assaut de la dernière chance sur le chantier naval, atteignant l’ascenseur orbital. Une fois monté sur le chantier naval après avoir éliminé une embuscade ennemie, ils découvrent qu'un des Destroyers du FDC pourrait être utilisé pour démolir la station, mais il faut dégager les entraves depuis le poste de contrôle. Reyes part vers le centre de contrôle avec Ethan, laissant Salter et les autres survivants s'emparer du vaisseau. Reyes parvient à rejoindre le centre de contrôle, mais n'arrive pas à retirer les entraves. Ethan lui apprend qu'il faut créer une surcharge du cœur du réacteur, et que la seule manière d'y arriver est de déclencher l'autodestruction d'Ethan. À la suite de ce sacrifice, les entraves sont libérés, et Reyes ordonne à Salter de détruire la station, avec lui à l'intérieur, ce qu'elle fait. Reyes est éjecté dans l'espace, et son casque se brise, le condamnant au trépas.
L'anéantissement du chantier naval entraîne la destruction totale du FDC, de ses instances dirigeantes et de toute de sa flotte. Après cette victoire amère, la Terre peut commencer la reconstruction.

## Système de jeu
Source : Game Debate

### Modes de jeu
Le jeu propose différents modes de jeu, jouable à un joueur ou en multijoueur. Le mode « Multijoueur » offre aux joueurs la possibilité de s'affronter en se plaçant du côté de l'UNSA ou du FDC.  Tout comme le mode « Multijoueur », le mode « Zombies » regroupe des joueurs dans différentes cartes jouables. Toutes les cartes du mode zombies tournent autour du thème du cinéma des années 1980. Dans ce mode, le but est d’affronter plusieurs vagues de morts-vivants et d’y survivre. Enfin, le mode Jackal Assault VR Experience est disponible gratuitement : équipé d'une casque PlayStation VR, le joueur est confronté à plusieurs ennemis dans l'espace aux commandes du vaisseau spatial Jackal.

## Développement
Le développement du jeu débute en 2014, la même année où Activision dévoile planifier un cycle de développement de trois ans pour chaque jeu de la série Call of Duty en impliquant trois de ses studios que sont Infinity Ward, Treyarch et Sledgehammer Games. En février 2016, Infinity Ward annonce travailler sur le prochain jeu de la franchise après avoir développé Call of Duty: Ghosts sorti en 2013. L'équipe de développement a choisi le cadre spatial de l'espace pour introduire de nouveaux environnements explorables pour les joueurs et a consulté des experts dans le domaine militaire afin de rendre le jeu plus réaliste. Les développeurs affirment avoir ajouté de nombreuses innovations dans le jeu par rapport aux opus précédents. Le scénario du jeu devrait également être plus abouti. Quant à la musique du jeu, celle-ci est composée par Sarah Schachner (connue pour avoir composé la musique d'Assassin's Creed Unity).
La promotion du jeu débute dès le mois d'avril 2016 par l'intermédiaire de Call of Duty: Black Ops 3 (2015) à l'intérieur même du jeu dans la carte « NUK3TOWN » où les joueurs peuvent apercevoir des affiches du FDC, voir une vidéo mettant en scène le capitaine Reyes ou encore assister à l'arrivée d'un vaisseau spatial. L'éditeur envoie également à certaines célébrités américaines des vêtements portant des emblèmes du futur jeu et publie des images du jeu grâce aux réseaux sociaux. Le jeu est officiellement annoncé par Activision le 2 mai 2016 tandis que sa première présentation se tient à l'E3 en juin 2016 lors d'une conférence de presse de Sony.
Une version d'essai du jeu, dite version « bêta » est rendue accessible sur PlayStation 4 du 14 au 17 octobre 2016 puis du 21 au 24 octobre sur PlayStation 4 et Xbox One.

### Doublage
Doublage anglophone,
- Brian Bloom : Capt Nick Reyes[D 1]
- Jamie Gray Hyder : Lt Nora Salter[D 1]
- Claudia Christian : Capt Ferran[D 1]
- David Harewood : Sgt Omar[D 1]
- Jason Barry : Cpl Brooks[D 1]
- Jeffrey Nordling : Ethan[D 1]
- Eric Ladin : Pvt Kashima[D 1]
- Lewis Hamilton : Un ingénieur à bord d'un vaisseau[D 1]
- Kit Harington : Salen Koch[D 2]
- Peter Weller : Caleb Thies[D 2]
- Conor McGregor : Bradley Fillion[D 2]
- Paul Reubens : Willard Wyler[D 3]
- Seth Green : Poindexter[D 3]
- Jay Pharoah : Andre[D 3]
- Sasheer Zamata : Sally[D 3]
- David Hasselhoff : DJ[D 3]

Les doubleurs prêtent également leurs visages aux personnages du jeu
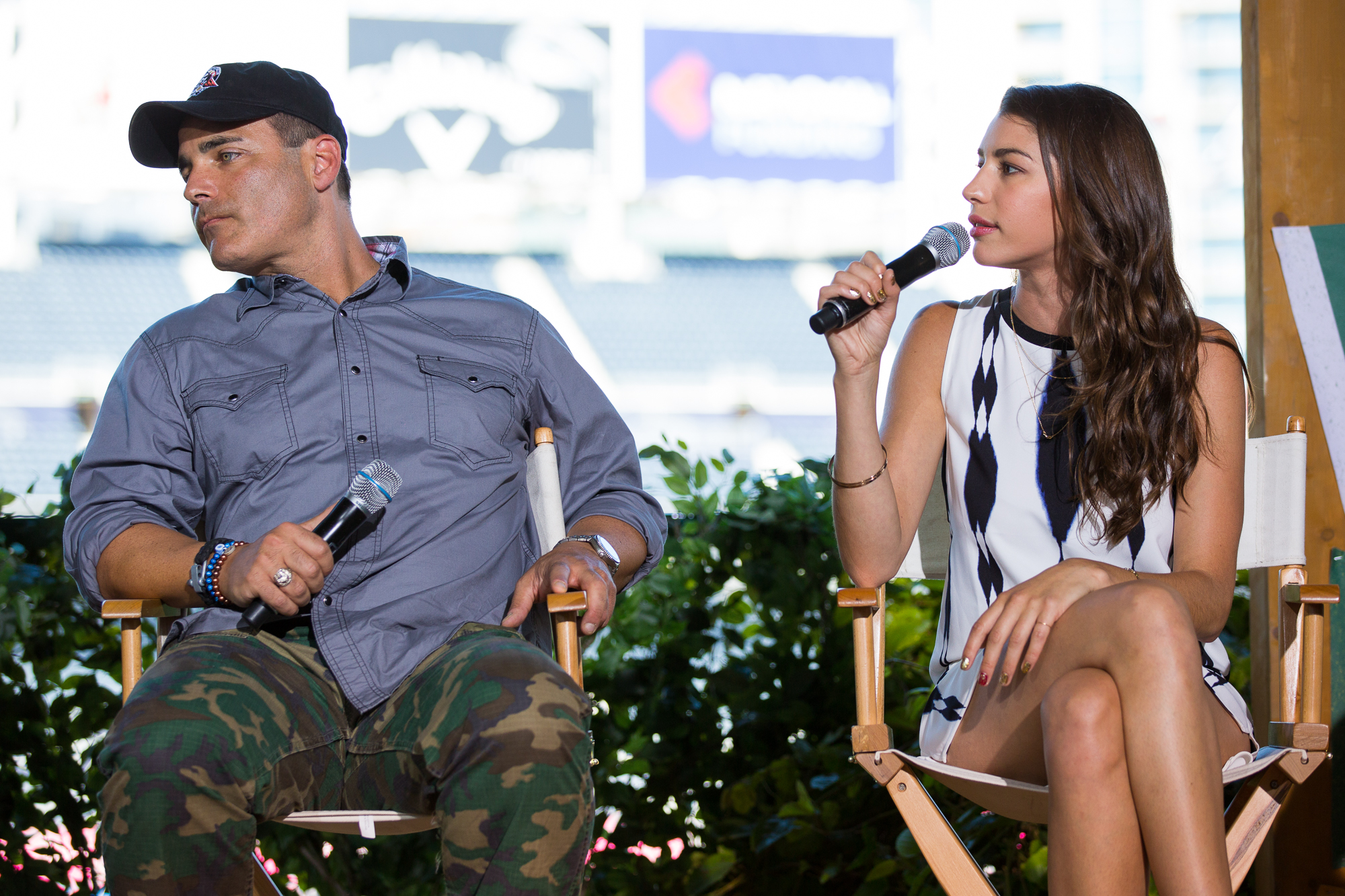
Brian Bloom (gauche) et Jamie Gray Hyder (droite)
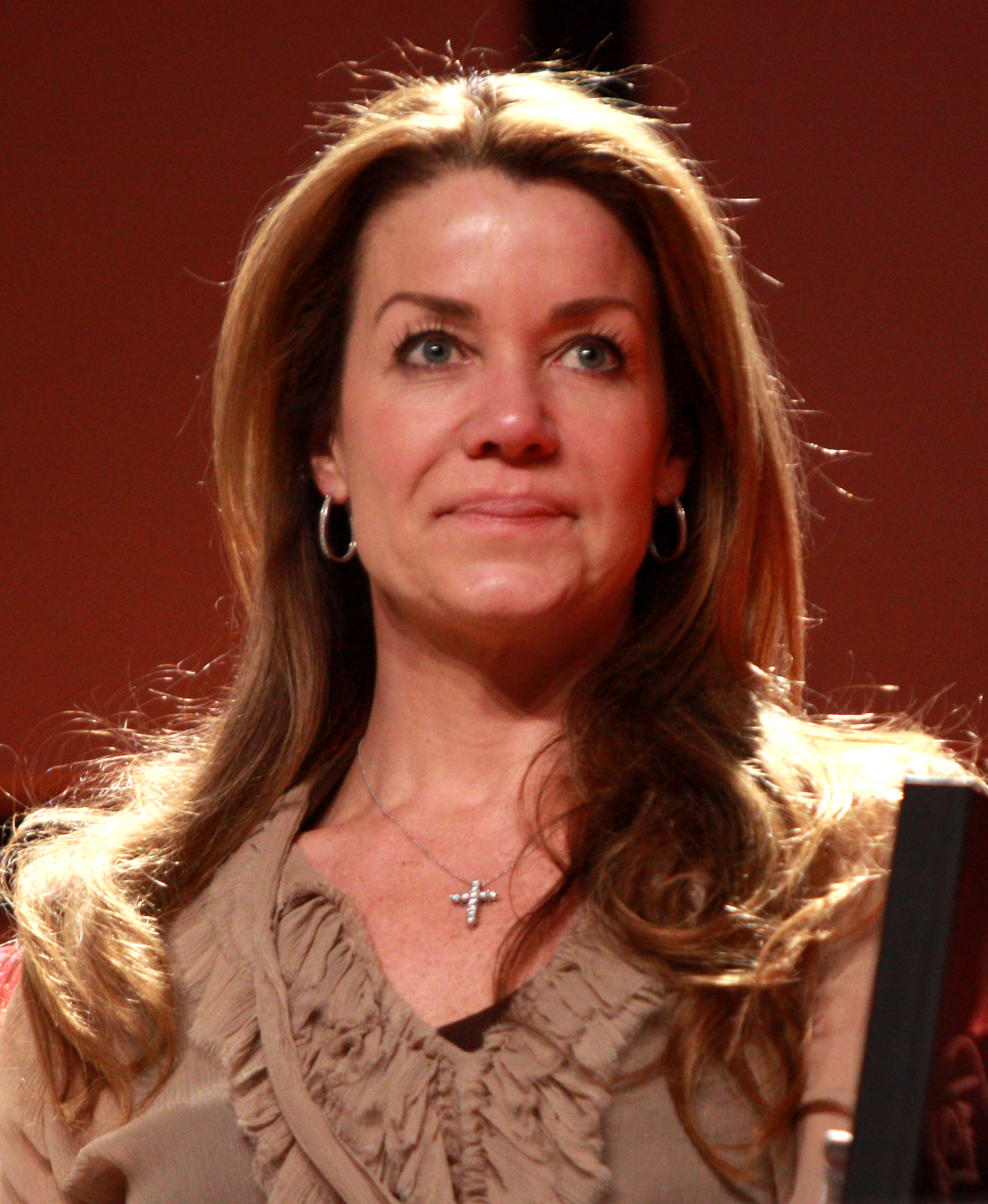
Claudia Christian
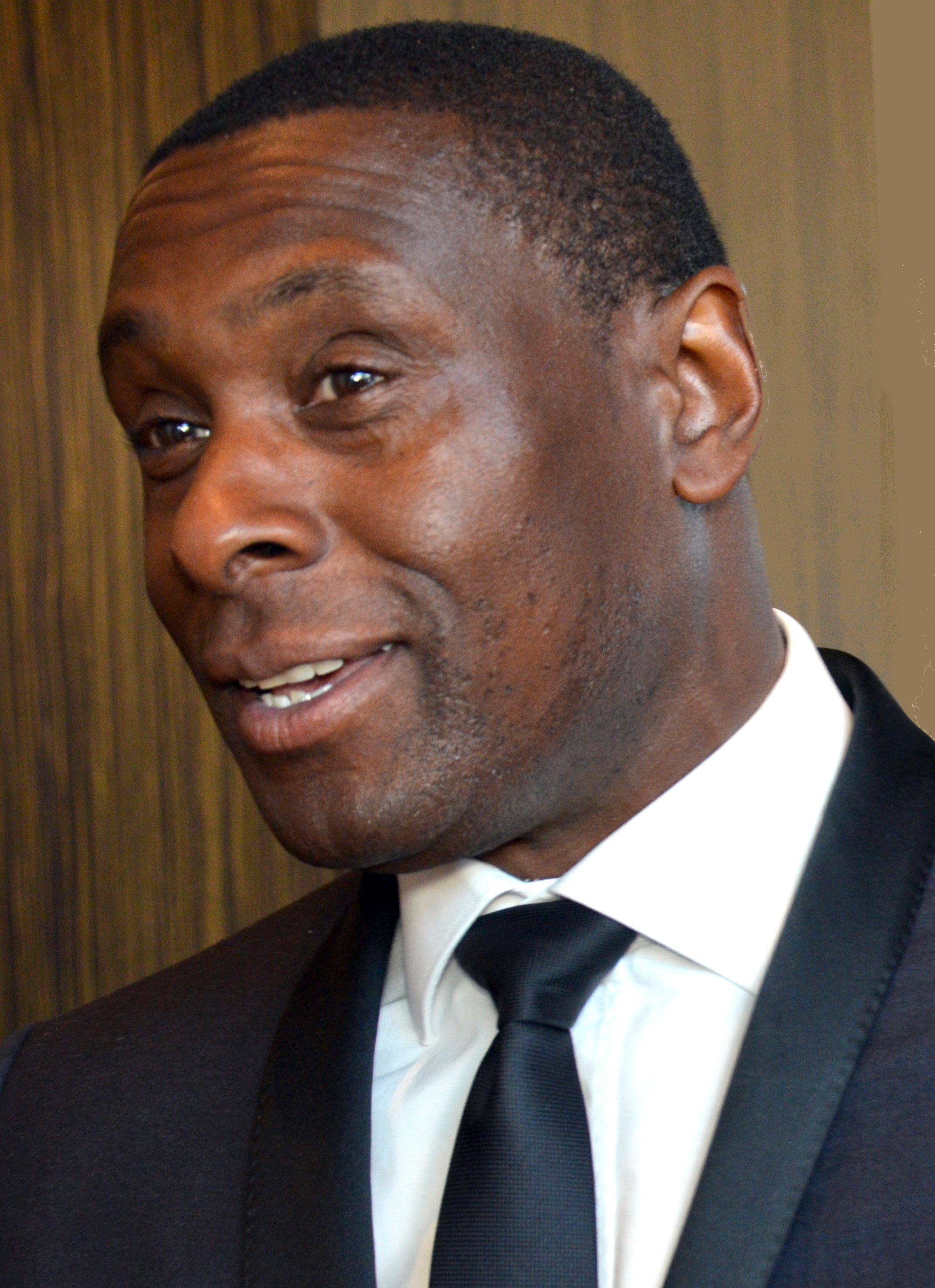
David Harewood
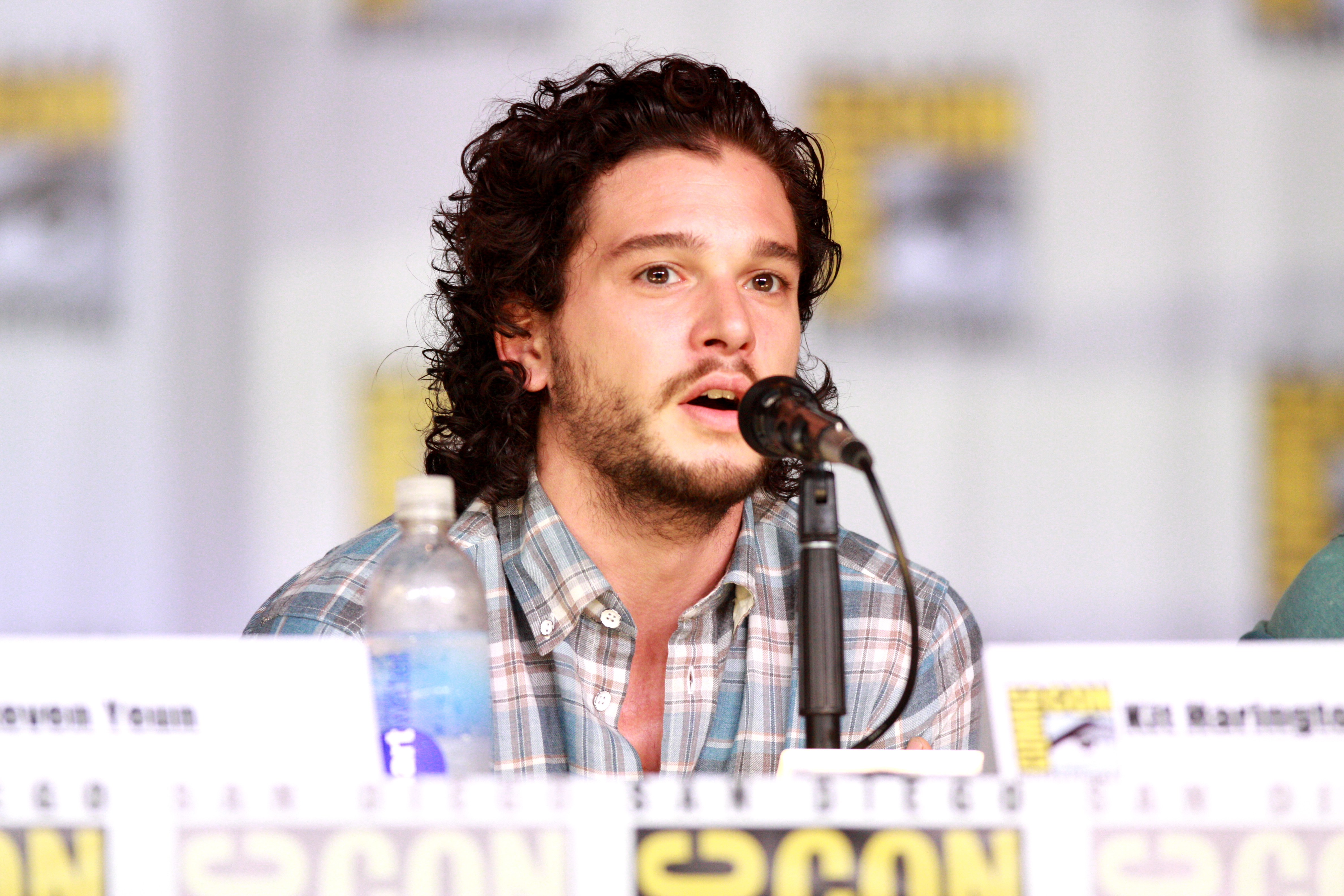
Kit Harington
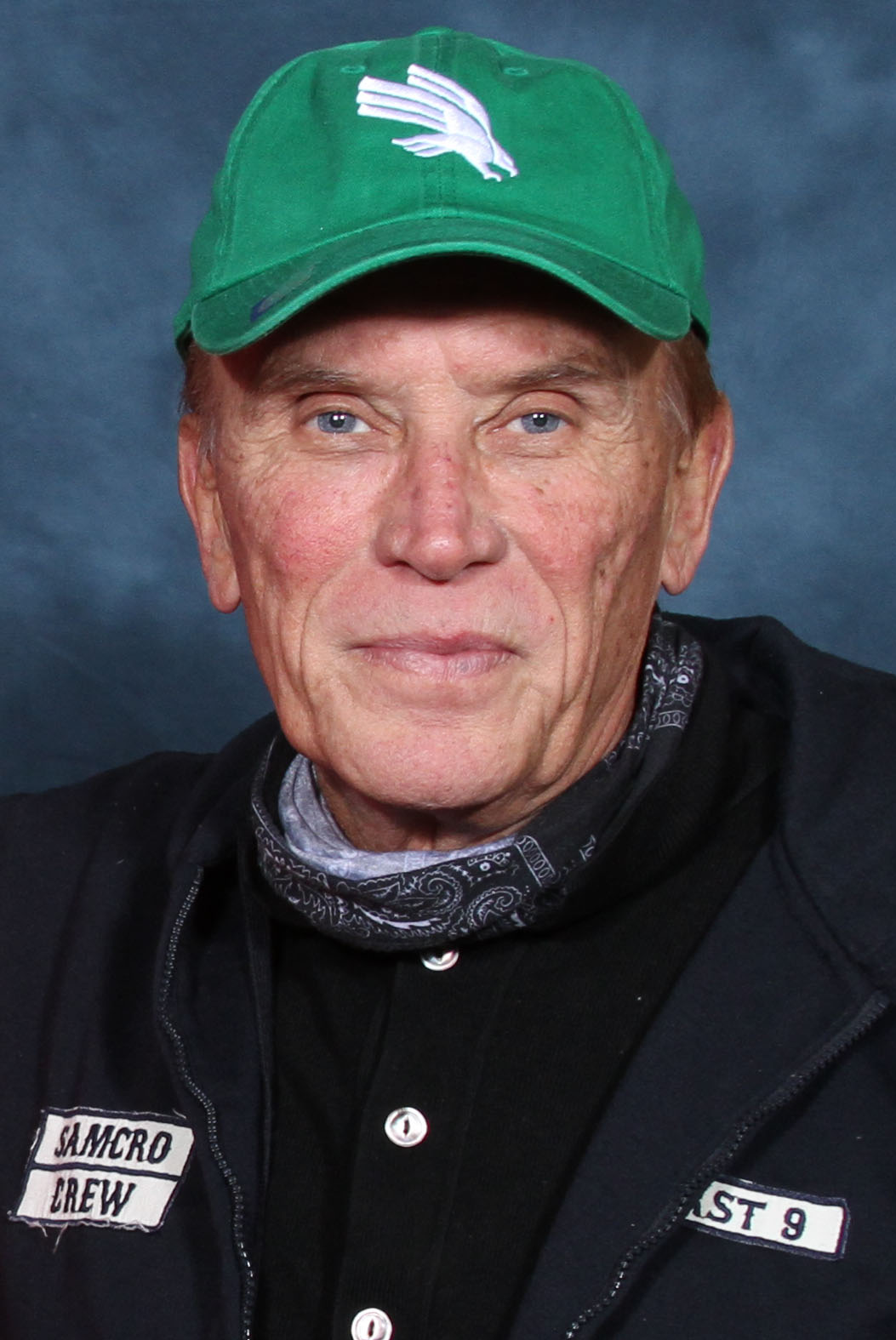
Peter Weller
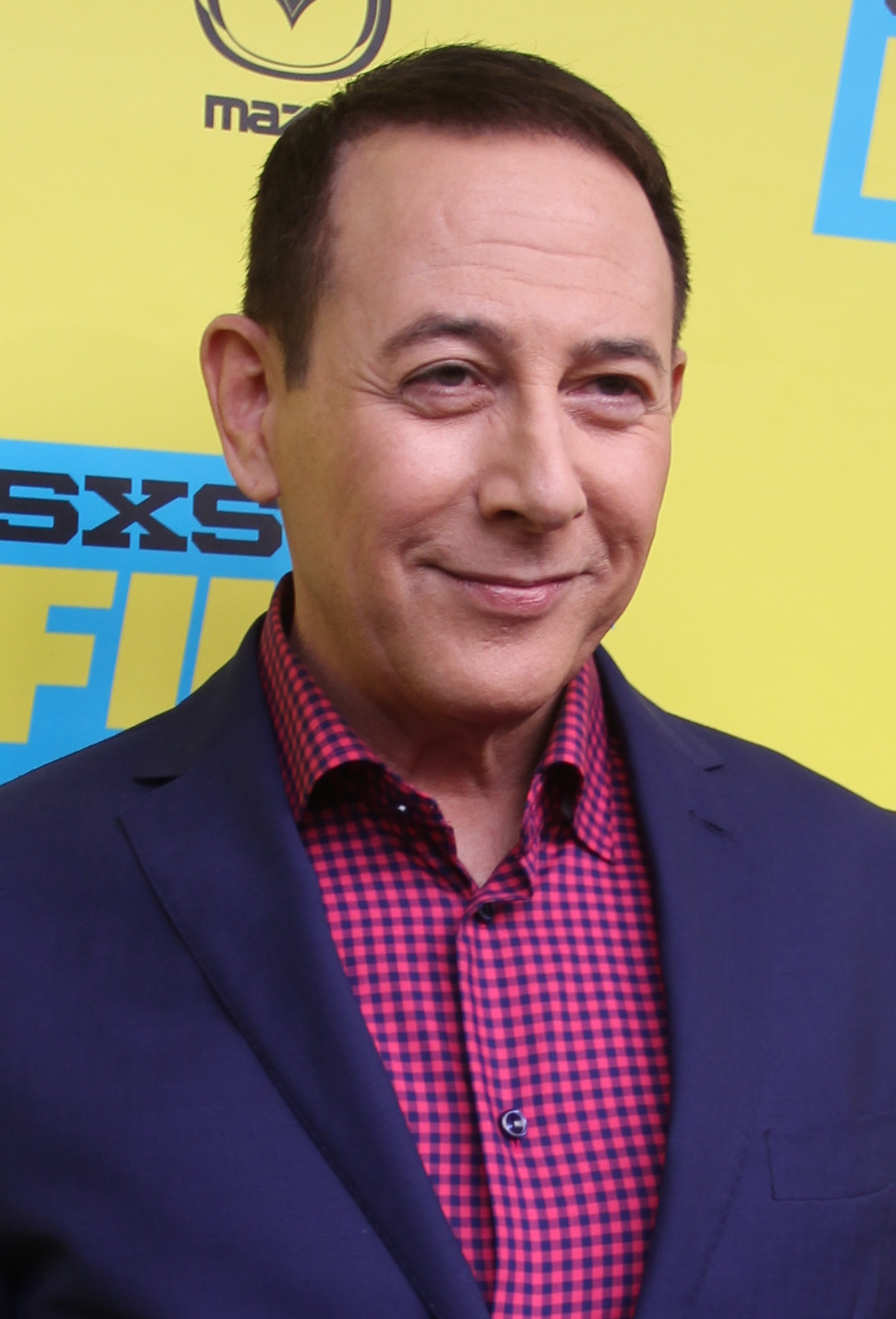
Paul Reubens
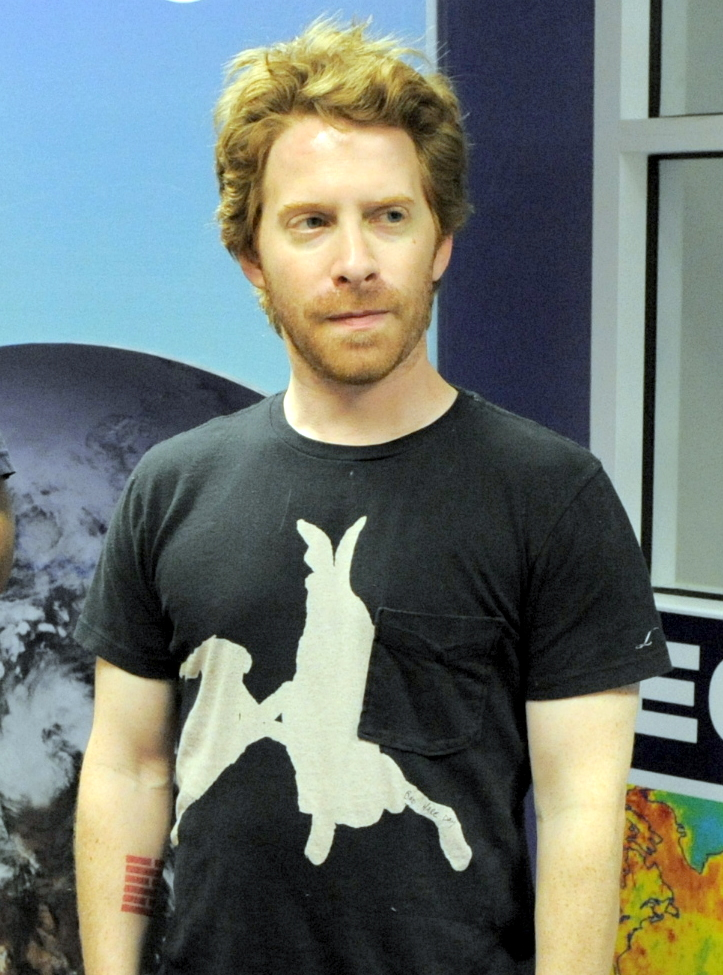
Seth Green
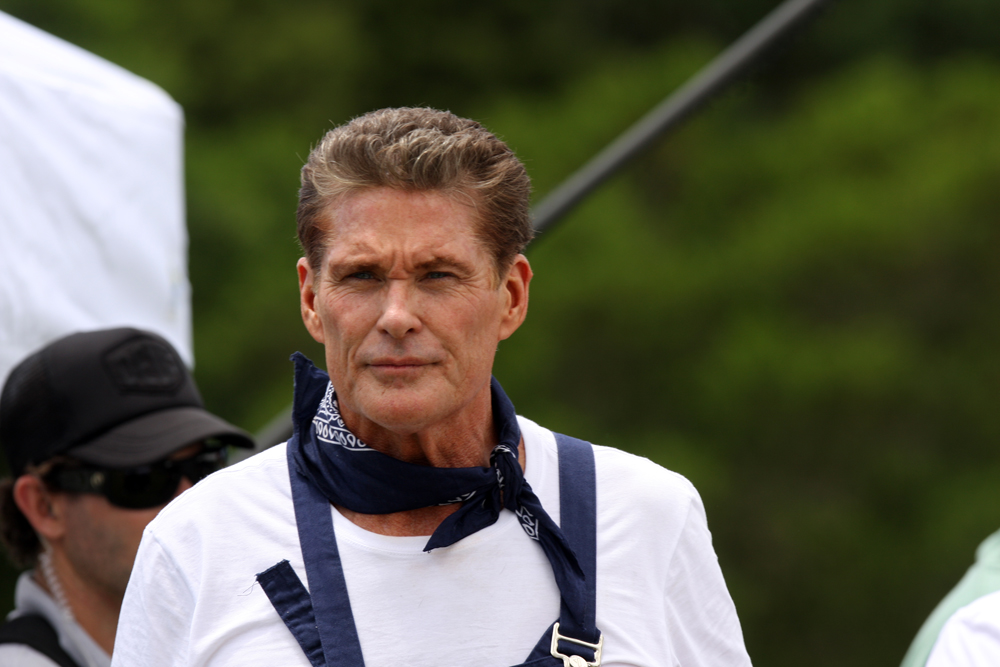
David Hasselhoff

### Bande originale
La bande originale de Call of Duty: Infinite Warfare est composée par Sarah Schachner et est sortie le 4 novembre 2016, en même temps que le jeu. Elle a été enregistrée au studio d'enregistrement Ocean Way de Nashville dans le Tennessee avec l'aide de 30 musiciens.

### Commercialisation
Pour sa sortie, le jeu est offert en quatre versions dont le contenu est variable. L'édition de standard, du nom de « Standard Éditions » propose comme seul contenu le jeu dans son intégralité. Une autre version, nommée « Legacy » permet à l'acquéreur de profiter du jeu mais également de Call of Duty 4: Modern Warfare - Édition Réflexes, une version visuellement améliorée de Call of Duty 4 : Modern Warfare. Il existe également une édition baptisée « Digital Deluxe », qui, en plus des deux jeux précédemment cités, fournit un passe de saison, c'est-à-dire du contenu téléchargeable supplémentaire pour le jeu qui sort à intervalles réguliers. Enfin, une édition très complète appelée « Legacy Pro » contient les deux jeux, le passe de saison et d'autres contenus téléchargeables non révélés.

## Accueil

### Critique
Le jeu sort à la même période, au troisième trimestre 2016, que d'autres produits de la concurrence et notamment Battlefield 1. Les deux sont donc souvent le fruit de comparaisons par la presse spécialisée, laquelle critique le fait que le jeu se déroule dans un environnement trop irréaliste et bien qu'elle loue le courage de la société Electronic Arts, responsable de Battlefield 1 qui prend une autre direction, à savoir la Première Guerre mondiale, elle critique son choix qui ne survient en réalité que pour proposer un jeu fortement opposé à l'univers de Call of Duty et non pas forcément très inspiré de la vérité historique.
Lors de sa sortie, le jeu est globalement bien reçu mais divise quelque peu la critique sur quelques points, certains ne voyant dans ce nouvel opus de Call of Duty qu'un jeu creux se reposant sur ses succès passés, tandis que d'autres apprécient son côté hollywoodien, spectaculaire, et son mode solo qu'ils jugent de grande qualité,,,.

### Ventes
Durant sa première semaine de commercialisation au Royaume-Uni et en France, le jeu connait un succès moins important que Call of Duty: Black Ops III (sorti en 2015) dont les ventes sont inférieures d'environ 50 % sans pour autant que les chiffres de ventes ne soient révélés.